# 딜런 드라이어
딜런 드라이어(Dylan Dreyer, 1981년 8월 2일 ~ )는 미국의 기상 예보사이다.